# Lemiers
Lemiers (en limbourgeois Lemieësj) est un village néerlandais situé dans la commune de Vaals, dans la province du Limbourg néerlandais en partie dans la ville occidentale de Aix-la-Chapelle en Allemagne Laurensberg district. En 2021 le village avait 750 habitants.

## Personnalités
- Ronald Waterreus, footballeur néerlandais